# Royal Liverpool GC, Hoylake

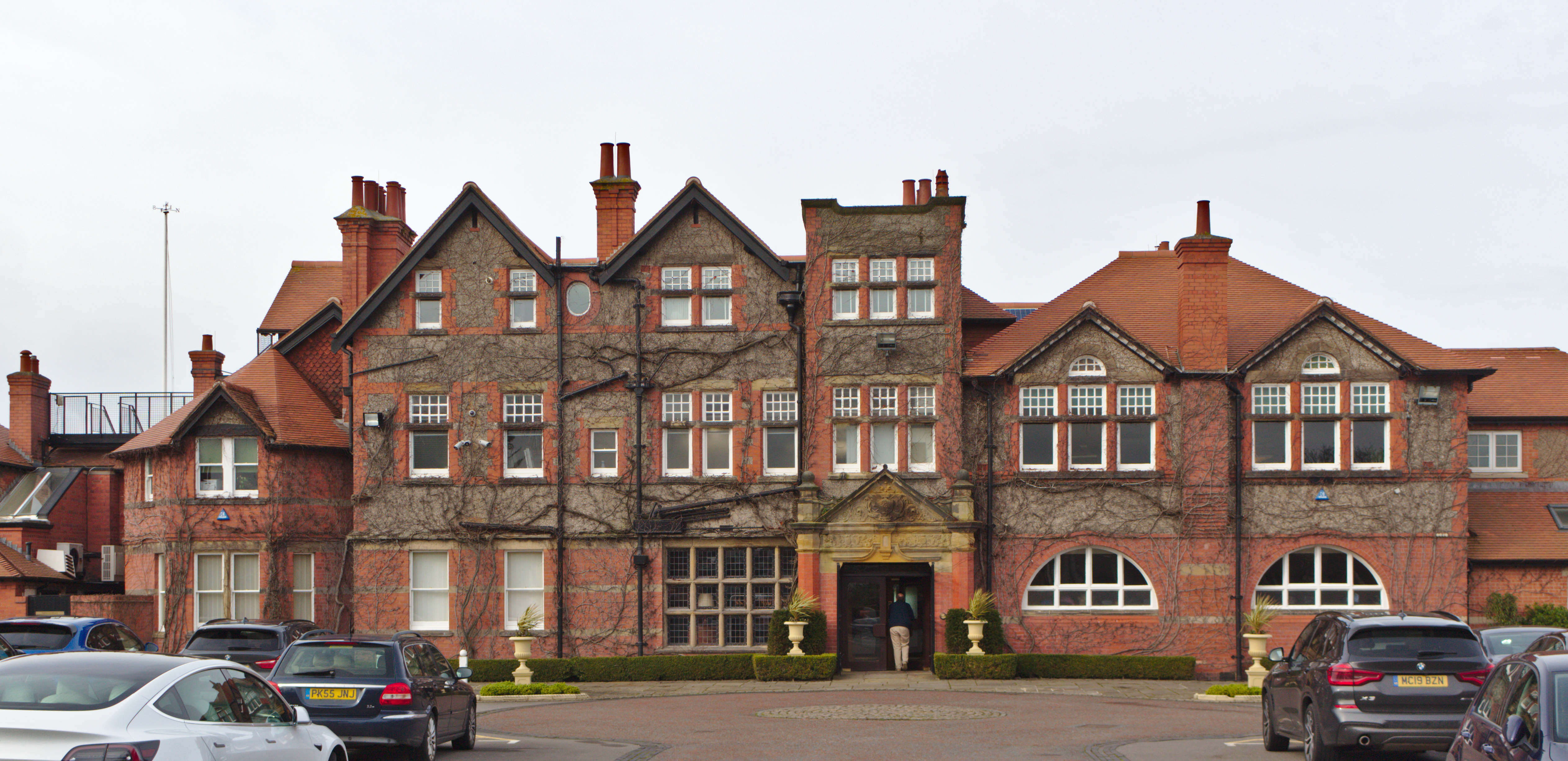
Klubbhuset.

Royal Liverpool är en golfbana som ligger vid havet i det lilla samhället Hoylake utanför Liverpool. Det är en typisk engelsk linksbana.  
När the Open Championship spelades där år 2006, för första gången sedan 1967, vann Tiger Woods före sin landsman Chris DiMarco. 
Svenske Göran Zachrisson som var på plats och kommenterade tävlingen är också medlem i klubben.